# コミティーニ
コミティーニ（イタリア語: Comitini）は、イタリア共和国シチリア自治州アグリジェント県にある、人口約900人の基礎自治体（コムーネ）。

## 地理

### 位置・広がり

#### 隣接コムーネ
隣接するコムーネは以下の通り。
- アラゴーナ
- ファヴァーラ
- グロッテ